# هلو انجیری

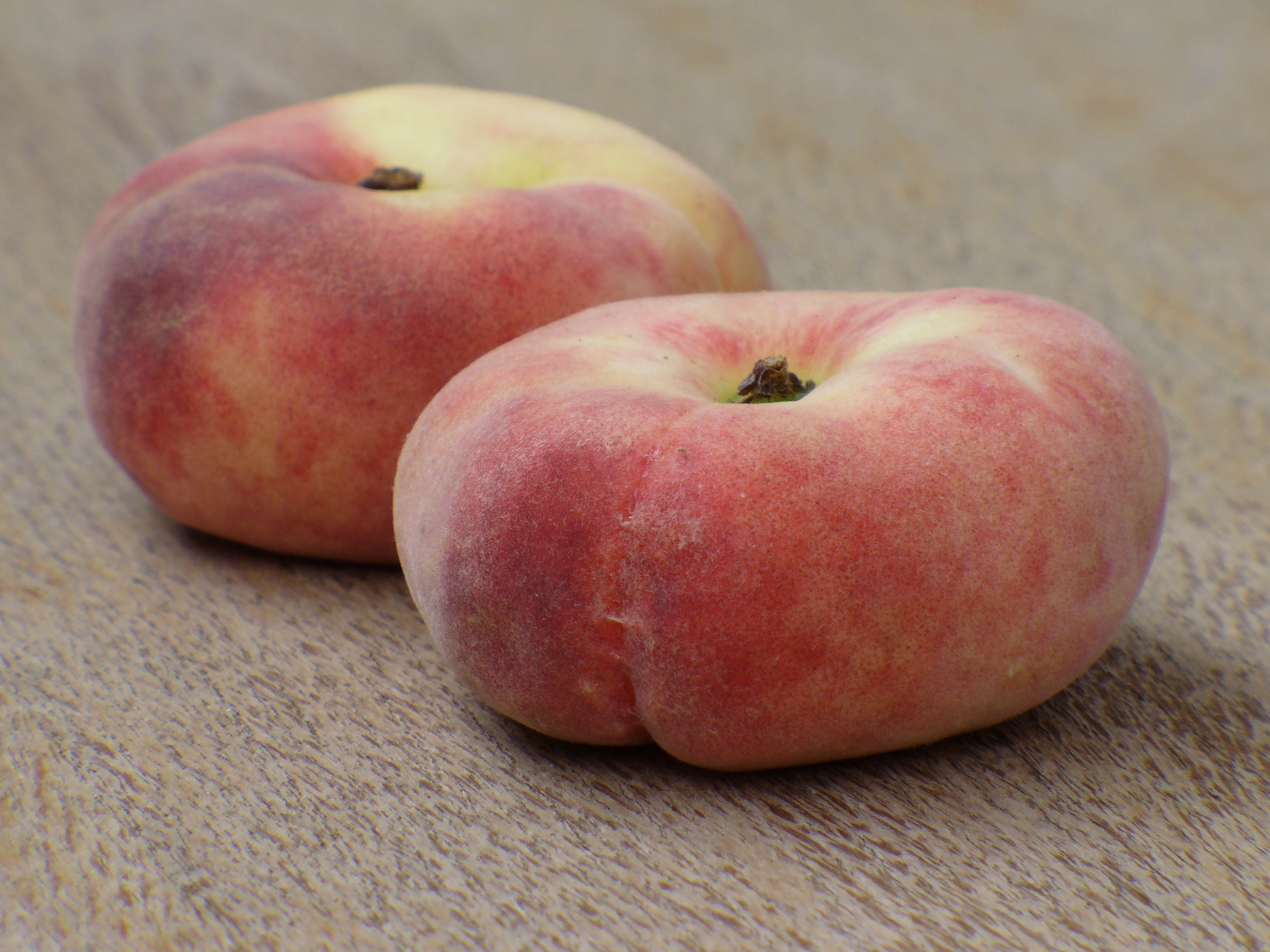
هلو بشقابی.

هُلو بشقابی یا هلو کتابی میوه‌ای است متوسط و بشقابی شکل، زرد رنگ مایل به قرمز است و سفت و شیرین، هسته به میوه چسبیده‌ است. در مقایسه با هلو شیرین‌تر و معطرتر می‌باشد ولی همانند هلو سطح آن پوشیده از کرکی لطیف است. نام دیگر هلو انجیری، هلو کتابی است.
درخت آن پربازده است. زمان محصول آن اواخر بهار تا تابستان است.